# Стоян Заґорський
Стоян Заґорський (болг. Стоян Ганев Загорски; 2 червня 1864, Камена — 19 квітня 1930) — болгарський офіцер (генерал-лейтенант).

## Біографія
Народився 2 червня 1864 в селі Камена поблизу міста Тулча. У 1884 закінчив Військове училище в Софії, а 30 серпня того ж року здобув звання молодшого лейтенанта. Невдовзі закінчив Михайлівську Артилерійську академію. 30 серпня 1886 отримав звання лейтенанта, в 1889 — звання капітана, в 1894 — майора, в 1899 — підполковника, в 1904- полковника, а в 1918 — звання генерал-лейтенанта. Брав участь у війнах за національне об'єднання (1885, 1912-1913, 1915-1918). Під час Першої світової війни був начальником інженерних військ у штабі існуючої армії. З 1919 в запасі. Помер 19 квітня 1930.